# Dušan Mramor
Dušan Mramor, né le 1er novembre 1953 à Ljubljana, est un homme d'État slovène, membre du Parti du centre moderne (SMC). Il est ministre des Finances entre 2002 et 2004, et du 18 septembre 2014 au 13 juillet 2016.

## Biographie

### Études et vie professionnelle
Il est titulaire d'un doctorat de l'université de Ljubljana, où il enseigne les finances publiques.

### Parcours politique
Le 19 décembre 2002, le nouveau président du gouvernement Anton Rop le choisit pour être son successeur au poste de ministre des Finances. L'alternance politique aux élections de 2004 le conduit à quitter le gouvernement le 3 décembre suivant.
Il est à nouveau nommé ministre des Finances le 18 septembre 2014, dans le gouvernement du président du gouvernement social-libéral Miro Cerar.